# Etajima
Etajima è una città giapponese della prefettura di Hiroshima.

## Storia
La moderna città di Etajima è stata costituita il 1º novembre 2004 dalla fusione della cittadina di Etajima del distretto di Aki, con tre cittadine del distretto di Saeki: Nōmi, Ōgaki e Okimi.